# Línguas uru-chipaya
As línguas Uru-Chipaya (também Chipaya-Uru) constituem uma família de línguas ameríndias da Bolívia que inclui duas línguas bastante parecidas. Não são conhecidas outras línguas relacionadas, apesar de haverem sido propostas ligações com as línguas aruaques e maias. A língua chipaya tem mais de 1.000 falantes e é bastante usada pela comunidade nativa, enquanto o uru tinha apenas dois falantes em 2000, devendo tornar-se uma língua extinta num futuro próximo.

## Línguas
As línguas Uru-Chipaya são:
- Chipaya
- Uru (Uchumataqu)

## Reconstrução
Reconstrução do Proto-Uru-Chipaya (Jolkesky 2016):
| Português      | Proto-Uru-Chipaya |
| -------------- | ----------------- |
| ano            | *wata             |
| boca           | *ata              |
| borboleta      | *pilpilʧu         |
| comer          | *lul-             |
| falar          | *kʰi-             |
| gente          | *ʂoɲi             |
| homem          | *qeru             |
| lago           | *qota             |
| língua         | *las              |
| lua/mês        | *xiiʂ             |
| milho          | *tara             |
| NEG (negativo) | *ana              |
| nuvem          | *ʧiri             |
| orelha         | *kʰuɲi            |
| osso           | *ʦʰix             |
| peixe          | *ʧˀiʃ             |
| pele           | *qisi             |
| poeira/barro   | *lxinki           |
| roupa          | *ʂkiti            |
| saber          | *ʂiʂ              |
| seco           | *qʰoɲi            |
| sol            | *tʰuɲi            |
| três           | *ʧʰep             |
| tu             | *amis             |
| um             | *ʦʰii             |
| velho          | *ʧaʧaj            |